# Donsö
Donsö es una pequeña isla en el archipiélago sur de Gotemburgo y una localidad situada en el municipio de Gotemburgo, condado de Västra Götaland, en el país europeo de Suecia. Tenía 1.407 habitantes en 2010, y una superficie estimada en 97 hectáreas, con una densidad de 14,51 habitantes por kilómetro cuadrado.
Donso se encuentra a alrededor de 16 km al suroeste del centro de Gotemburgo y antiguamente fue escrito como Dunsø (años 1200). Entre las estructuras que se pueden hallar en la isla se pueden mencionar un preescolar y escuela, y una iglesia protestante construida en 1932 y que fue reformada en 1955.